# Limoise
Limoise est une commune française, située dans le département de l'Allier en région Auvergne-Rhône-Alpes.

## Géographie

### Localisation
Située dans le Bocage bourbonnais, à quelques kilomètres des départements de la Nièvre et du Cher, Limoise se trouve à environ 25 kilomètres de Moulins.
Le territoire communal est traversé par les routes départementales 1 (reliant Lurcy-Lévis à Bourbon-l'Archambault) et 13 (reliant Le Veurdre à Moulins).

### Communes limitrophes
Quatre communes sont limitrophes de Limoise.
| Pouzy-Mésangy | Le Veurdre |                        |
|               | Limoise    | Saint-Léopardin-d'Augy |
|               | Franchesse |                        |

### Climat
Pour des articles plus généraux, voir Climat d'Auvergne-Rhône-Alpes et Climat de l'Allier.
En 2010, le climat de la commune est de type climat océanique dégradé des plaines du Centre et du Nord, selon une étude du CNRS s'appuyant sur une série de données couvrant la période 1971-2000. En 2020, Météo-France publie une typologie des climats de la France métropolitaine dans laquelle la commune est exposée à un climat océanique altéré et est dans la région climatique Centre et contreforts nord du Massif Central, caractérisée par un air sec en été et un bon ensoleillement.
Pour la période 1971-2000, la température annuelle moyenne est de 10,5 °C, avec une amplitude thermique annuelle de 15,8 °C. Le cumul annuel moyen de précipitations est de 814 mm, avec 11,4 jours de précipitations en janvier et 7,3 jours en juillet. Pour la période 1991-2020, la température moyenne annuelle observée sur la station météorologique de Météo-France la plus proche, « Bourbon_sapc », sur la commune de Bourbon-l'Archambault à 10 km à vol d'oiseau, est de 11,9 °C et le cumul annuel moyen de précipitations est de 777,2 mm,. Pour l'avenir, les paramètres climatiques de la commune estimés pour 2050 selon différents scénarios d'émission de gaz à effet de serre sont consultables sur un site dédié publié par Météo-France en novembre 2022.

## Urbanisme

### Typologie
Au 1er janvier 2024, Limoise est catégorisée commune rurale à habitat très dispersé, selon la nouvelle grille communale de densité à 7 niveaux définie par l'Insee en 2022.
Elle est située hors unité urbaine et hors attraction des villes,.

### Occupation des sols

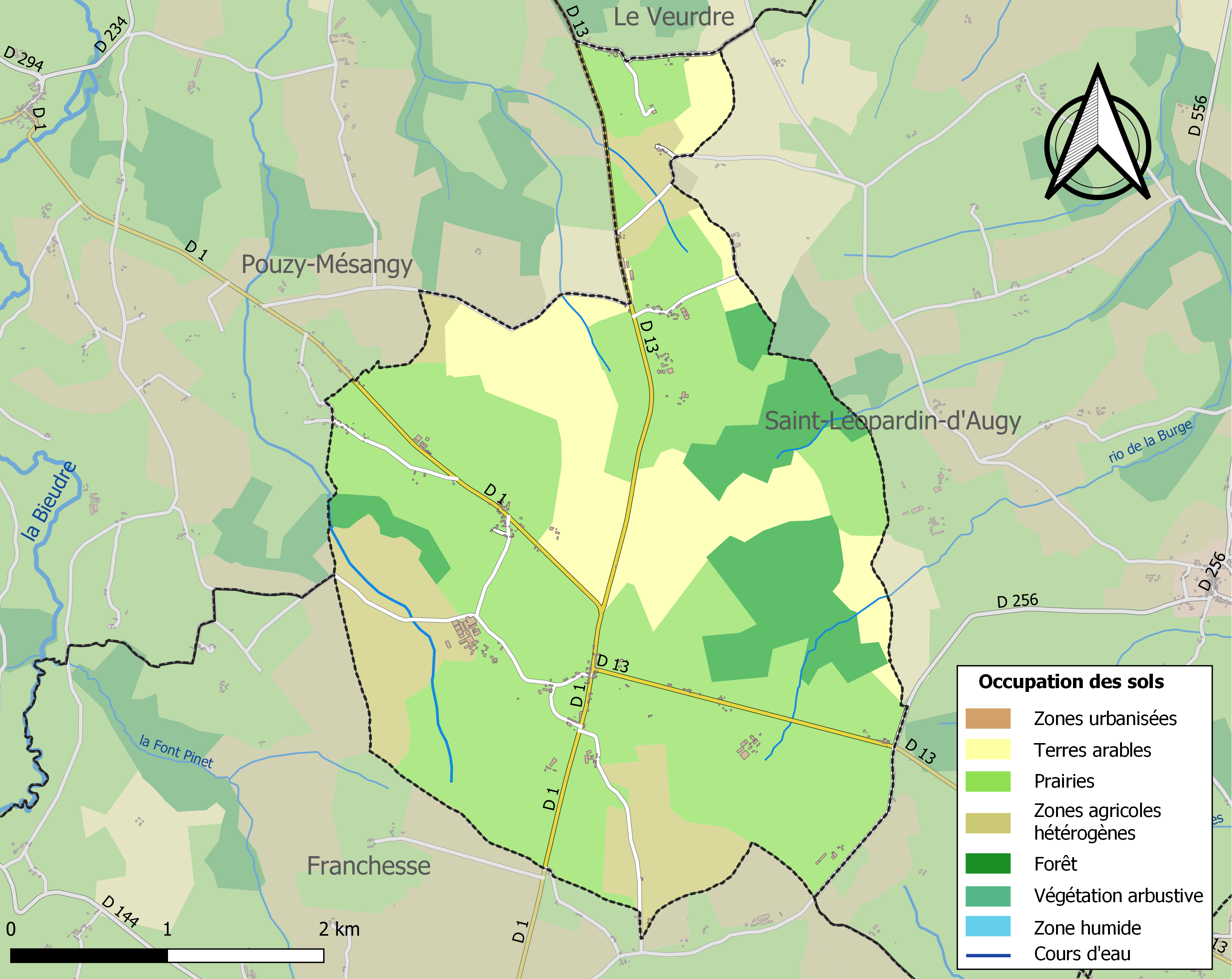
Carte des infrastructures et de l'occupation des sols de la commune en 2018 (CLC).

L'occupation des sols de la commune, telle qu'elle ressort de la base de données européenne d’occupation biophysique des sols Corine Land Cover (CLC), est marquée par l'importance des territoires agricoles (89,1 % en 2018), une proportion identique à celle de 1990 (89,1 %). La répartition détaillée en 2018 est la suivante : 
prairies (58,1 %), terres arables (17,5 %), zones agricoles hétérogènes (13,5 %), forêts (10,9 %).
L'IGN met par ailleurs à disposition un outil en ligne permettant de comparer l’évolution dans le temps de l’occupation des sols de la commune (ou de territoires à des échelles différentes). Plusieurs époques sont accessibles sous forme de cartes ou photos aériennes : la carte de Cassini (XVIIIe siècle), la carte d'état-major (1820-1866) et la période actuelle (1950 à aujourd'hui).

## Toponymie
Anciennement Limosia, du gaulois limo, « orme », et suffixe -osia.

## Politique et administration
| Période                                  | Période                   | Identité         | Étiquette | Qualité            |
| ---------------------------------------- | ------------------------- | ---------------- | --------- | ------------------ |
| Les données manquantes sont à compléter. |                           |                  |           |                    |
| mars 2001                                | mars 2008                 | René Berthier    |           |                    |
| mars 2008                                | mars 2014                 | Danièle Thiériot |           |                    |
| mars 2014                                | juin 2015                 | Pascal De Roover | DVD       | Agriculteur        |
| 18 juillet 2015                          | En cours (au 29 mai 2020) | Danièle Thiériot |           | Réélue en mai 2020 |

## Population et société

### Démographie
L'évolution du nombre d'habitants est connue à travers les recensements de la population effectués dans la commune depuis 1793. Pour les communes de moins de 10 000 habitants, une enquête de recensement portant sur toute la population est réalisée tous les cinq ans, les populations de référence des années intermédiaires étant quant à elles estimées par interpolation ou extrapolation. Pour la commune, le premier recensement exhaustif entrant dans le cadre du nouveau dispositif a été réalisé en 2006.

En 2022, la commune comptait 176 habitants, en évolution de +10,69 % par rapport à 2016 (Allier : −1,38 %, France hors Mayotte : +2,11 %).
| 1793 | 1800 | 1806 | 1821 | 1831 | 1836 | 1841 | 1846 | 1851 |
| ---- | ---- | ---- | ---- | ---- | ---- | ---- | ---- | ---- |
| 231  | 196  | 304  | 278  | 369  | 363  | 313  | 281  | 321  |

| 1856 | 1861 | 1866 | 1872 | 1876 | 1881 | 1886 | 1891 | 1896 |
| ---- | ---- | ---- | ---- | ---- | ---- | ---- | ---- | ---- |
| 292  | 332  | 358  | 378  | 383  | 389  | 374  | 395  | 374  |

| 1901 | 1906 | 1911 | 1921 | 1926 | 1931 | 1936 | 1946 | 1954 |
| ---- | ---- | ---- | ---- | ---- | ---- | ---- | ---- | ---- |
| 363  | 391  | 370  | 304  | 291  | 265  | 263  | 267  | 230  |

| 1962 | 1968 | 1975 | 1982 | 1990 | 1999 | 2006 | 2011 | 2016 |
| ---- | ---- | ---- | ---- | ---- | ---- | ---- | ---- | ---- |
| 215  | 196  | 180  | 180  | 156  | 157  | 170  | 178  | 159  |

| 2021 | 2022 | - | - | - | - | - | - | - |
| ---- | ---- | - | - | - | - | - | - | - |
| 172  | 176  | - | - | - | - | - | - | - |

C'est la commune d'Auvergne avec le plus fort taux de population comptée à part en 2006 selon l'Insee, avec 33,3 % (85 personnes pour une population totale de 255 habitants). Ce taux est dû à la présence d'une maison familiale rurale.

## Économie
- Porcherie industrielle de 8 000 cochons, site classé protection de l'environnement.

## Culture locale et patrimoine

### Lieux et monuments
- Église Saint-Jacques, de style néo-roman, reconstruite en 1888 par l'architecte moulinois Jean-Baptiste Moreau. Elle se trouve à l'emplacement d'un ancien château médiéval. La précédente église édifiée au XIIe siècle avait été détruite à la Révolution. La charpente ainsi que la couverture ont été entièrement refaites en 2016.

### Parler local
Limoise a été un lieu d'enquête de l’Atlas sonore des langues régionales de France.

### Héraldique
|  | Les armes de la commune se blasonnent ainsi : D'or à trois feuilles d'orme de sinople, au chef bastillé de trois pièces de gueules chargé d'une coquille d'or accompagnée de deux molettes d'argent. |